# Gamins de Paris
Gamins de Paris è un film pornografico gay del 1992 diretto da Jean-Daniel Cadinot.

## Trama
Francia 1945: Victor, uno studente, scappa a Parigi dopo aver rubato dei soldi al padre di uno dei suoi amici. Sale su un treno merci diretto a Parigi, dove incontra un altro clandestino, Marcel, che lo seduce con la forza, e poi lo rapina lasciandolo senza un soldo. Una volta a Parigi, Victor si dirige all'appartamento di sua sorella maggiore, che si guadagna da vivere facendo la prostituta.